# Aloys Ruppel
Aloys (Leonhard) Ruppel, né à Opperz, aujourd'hui quartier de Neuhof le 21 juin 1882 et mort le 11 juillet 1977 à Mayence, est un archiviste, bibliothécaire et historien allemand.

## Parcours
À sa sortie de l'école Ruppel est élève de l'université de Marbourg, Berlin et Münster. Aloys Ruppel devient assistant en 1911 et le  dernier directeur impérial des archives de Lorraine à Metz depuis 1914. Il reste à Metz jusqu'en 1919 puis part en Allemagne pour diriger le musée Gutenberg, la bibliothèque et les archives de Mayence. En 1934, il fut chassé comme chef des archives et de la bibliothèque municipale de Mayence. Revenu à Metz en 1940, il y devient directeur des Archives d'État de Metz (Staats-Archiv Metz). A Metz, Ruppel était toujours
ignoré par l’administration de Josef Bürckel. Ruppel n’était pas un ami du parti nazi.

## Distinctions
Ruppel est Citoyen d'honneur de commune Neuhof et de la ville de Mayence depuis 1957. Il est  docteur honoris causa de deux universités américaines, membre à part entière de l'Académie des sciences d'Erfurt et chevalier dans l'ordre de la Légion d'honneur.

## Publications
- Lothringen und seine Hauptstadt, Metz, 1913
- Fust, Johannes. In: Neue Deutsche Biographie (NDB). Band 5, Duncker & Humblot, Berlin 1961,  (ISBN 3-428-00186-9), p. 743 f.